# Y (Somme)
Pour les articles homonymes, voir Y.
Y , prononcée [i], est une commune française située dans le département de la Somme, en région Hauts-de-France. Ses habitants sont appelés les Yssois ou Ypsiloniens.
Il s'agit du seul toponyme ne comportant qu'une seule lettre pour une commune en France (bien qu'il en existe plusieurs dans le monde).

## Géographie

### Localisation
La commune est située dans le Santerre, entre Ham à 10 km et Péronne à 15 km, surplombant la vallée de la Somme qui passe à l'ouest du territoire communal.
Le territoire de la commune est limitrophe de ceux de quatre communes :
| Falvy      |   | Croix-Moligneaux |
|            | Y |                  |
| Villecourt |   | Matigny          |

### Géologie et relief
Le sol est en grande partie argileux. Le reste est calcaire et siliceux.
Le territoire est plat, légèrement accidenté.

### Hydrographie
La commune est située dans le bassin Artois-Picardie. Elle n'est drainée par aucun cours d'eau.

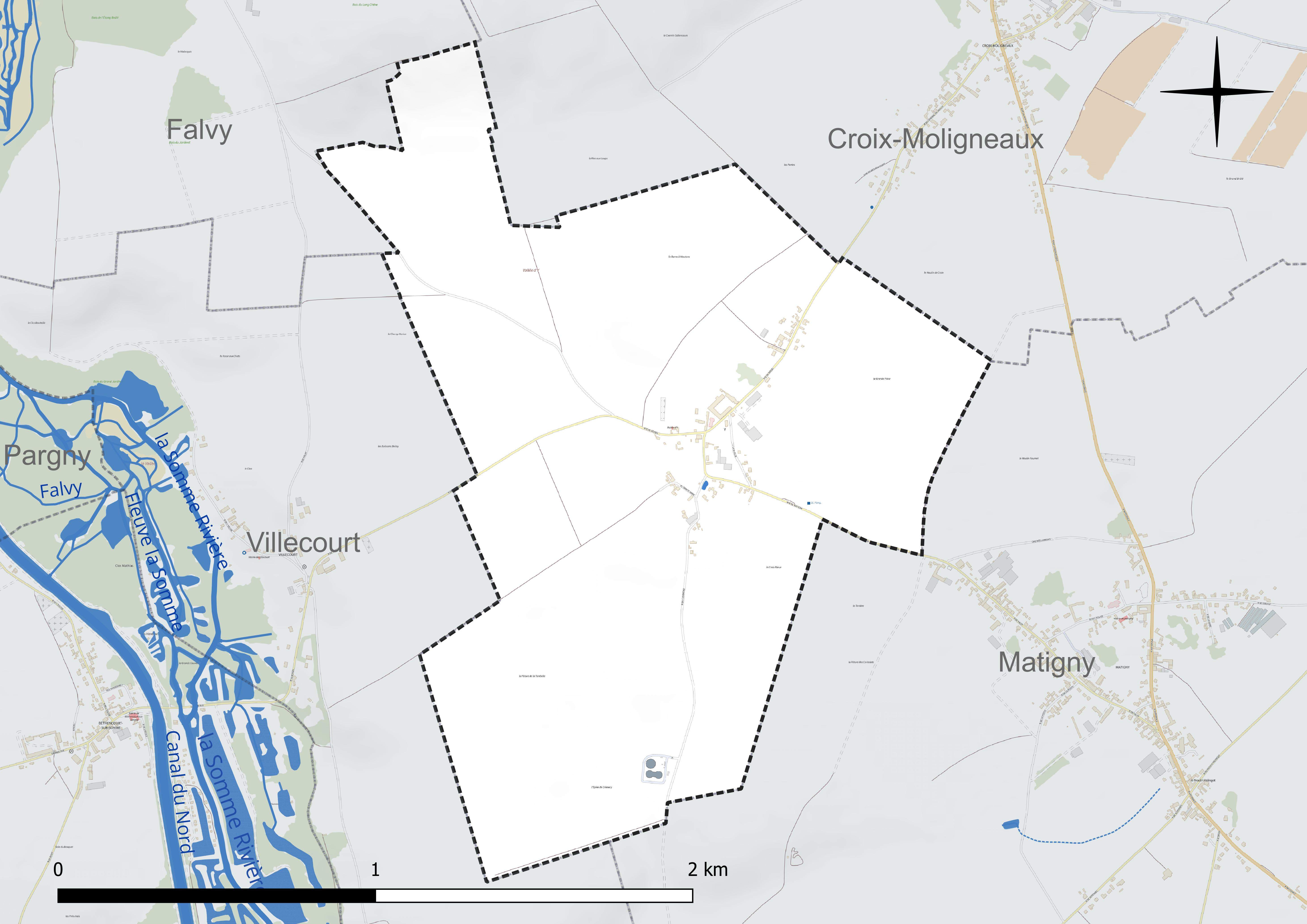
Réseau hydrographique d'Y.

### Climat
Pour des articles plus généraux, voir Climat des Hauts-de-France et Climat de la Somme.
En 2010, le climat de la commune est de type climat océanique dégradé des plaines du Centre et du Nord, selon une étude du CNRS s'appuyant sur une série de données couvrant la période 1971-2000. En 2020, Météo-France publie une typologie des climats de la France métropolitaine dans laquelle la commune est exposée à un climat océanique et est dans la région climatique Nord-est du bassin Parisien, caractérisée par un ensoleillement médiocre, une pluviométrie moyenne régulièrement répartie au cours de l'année et un hiver froid (3 °C).
Pour la période 1971-2000, la température annuelle moyenne est de 10,4 °C, avec une amplitude thermique annuelle de 15,1 °C. Le cumul annuel moyen de précipitations est de 709 mm, avec 11 jours de précipitations en janvier et 8,7 jours en juillet. Pour la période 1991-2020, la température moyenne annuelle observée sur la station météorologique la plus proche, située sur la commune d'Estrées-Mons à 8 km à vol d'oiseau, est de 11,0 °C et le cumul annuel moyen de précipitations est de 647,5 mm,. Pour l'avenir, les paramètres climatiques de la commune estimés pour 2050 selon différents scénarios d'émission de gaz à effet de serre sont consultables sur un site dédié publié par Météo-France en novembre 2022.

## Urbanisme

### Typologie
Au 1er janvier 2024, Y est catégorisée commune rurale à habitat dispersé, selon la nouvelle grille communale de densité à sept niveaux définie par l'Insee en 2022.
Elle est située hors unité urbaine et hors attraction des villes,.

### Occupation des sols
L'occupation des sols de la commune, telle qu'elle ressort de la base de données européenne d'occupation biophysique des sols Corine Land Cover (CLC), est marquée par l'importance des territoires agricoles (89,6 % en 2018), en augmentation par rapport à 1990 (88,1 %). La répartition détaillée en 2018 est la suivante : 
terres arables (89,6 %), zones urbanisées (10,4 %). L'évolution de l'occupation des sols de la commune et de ses infrastructures peut être observée sur les différentes représentations cartographiques du territoire : la carte de Cassini (XVIIIe siècle), la carte d'état-major (1820-1866) et les cartes ou photos aériennes de l'IGN pour la période actuelle (1950 à aujourd'hui).

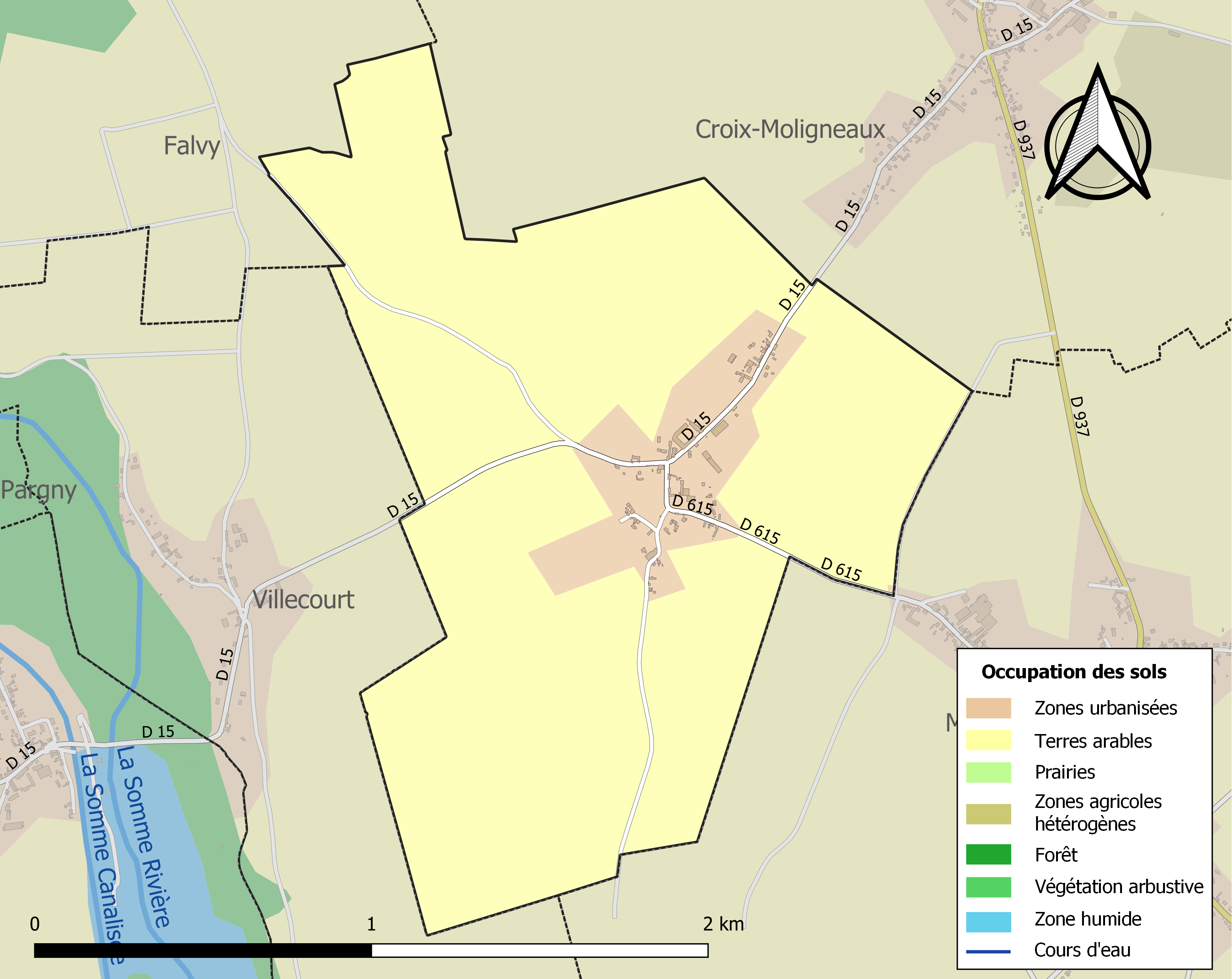
Carte des infrastructures et de l'occupation des sols de la commune en 2018 (CLC).

### Voies de communication et transports
La localité est desservie par les autocars du réseau inter-urbain Trans'80, Hauts-de-France (ligne no 50, Péronne - Matigny - Ham).

## Toponymie
Le nom de la localité est attesté sous les formes Iacum (sans date, M. De Cagny) ; (Villa) Iei en 1050 (Guy, évêque d'Amiens, Gallia Christiana) ; I en 1166 (Baudoin, évêque de Noyon) ;  Hy au XIIIe siècle (registre de Philippe Auguste) ; Y en 1241-1242 (cartulaire de Noyon).
Il s'agit d'un type toponymique gallo-roman *Idiacum, composé du nom de personne germanique Ido, dont le [d] intervocalique s'est régulièrement amuï dès le plus ancien français, et du suffixe d'origine gauloise -(i)acum signifiant « lieu de » ou « propriété de ».
La signification est « lieu habité par Ido », ou « lieu dont Ido est le propriétaire ».
Il existe d'ailleurs dans les environs immédiats d'autres communes dont la terminaison -y (ou -igny) est issue du suffixe -(i)acum (ou de sa forme allongée -iniacum), à savoir : Falvy (Faleviacum 1135) ; Matigny (Matheniacum XIe siècle) ; etc.
Y est le seul nom de commune française composé d'une seule lettre.

## Histoire
Le territoire a appartenu à la famille d'Y, célèbre dans le Vermandois. Buny a autrefois été indépendant.
Le village a été détruit pendant les combats de la Première Guerre mondiale. Il a été décoré de la Croix de guerre 1914-1918 le 15 décembre 1920.

## Politique et administration
La commune se trouve dans l'arrondissement de Péronne du département de la Somme. Pour l'élection des députés, elle fait partie depuis 1958 de la cinquième circonscription de la Somme.
La commune fait partie depuis 1801 du canton de Ham. Dans le cadre du redécoupage cantonal de 2014 en France, ce canton, dont la commune fait toujours partie, est modifié, passant de 19 à 67 communes.

### Intercommunalité
La commune faisait partie depuis 2002 de la communauté de communes du Pays Hamois, qui succédait au district de Ham, créé en 1960.
La loi portant nouvelle organisation territoriale de la République (Loi NOTRe) du 7 août 2015, prévoyant que les établissements publics de coopération intercommunale (EPCI) à fiscalité propre doivent avoir un minimum de 15 000 habitants, le schéma départemental de coopération intercommunale (SDCI) arrêté par le préfet de la Somme le 30 mars 2016 prévoit notamment la fusion des communautés de communes du Pays Hamois et celle du Pays Neslois, afin de constituer une intercommunalité de 42 communes groupant 20 822 habitants, et précise qu'il « s'agit d'un bassin de vie cohérent dans lequel existent déjà des migrations pendulaires entre Ham et Nesle. Ainsi Ham offre des équipements culturels, scolaires et sportifs (médiathèque et auditorium de musique de grande capacité, lycée professionnel, complexe nautique), tandis que Nesle est la commune d'accueil de grandes entreprises de l'agroalimentaire ainsi que de leurs sous-traitants ».
La fusion intervient le 1er janvier 2017 et la nouvelle structure, dont la commune fait désormais partie, prend le nom de communauté de communes de l'Est de la Somme,.

### Liste des maires
| Période                                  | Période                       | Identité           | Étiquette | Qualité                        |
| ---------------------------------------- | ----------------------------- | ------------------ | --------- | ------------------------------ |
| Les données manquantes sont à compléter. |                               |                    |           |                                |
| mars 2001                                | 2014                          | Charles Carpentier |           |                                |
| 2014                                     | En cours (au 17 juillet 2020) | Vincent Joly       |           | Réélu pour le mandat 2020-2026 |

## Équipements et services publics

### Enseignement
Le syndicat intercommunal scolaire des 9 clochers (SISCO) regroupe en 2018 les élèves de Croix-Moligneaux, Douilly, Matigny, Offoy, Quivières, Sancourt, Ugny-l'Équipée , Voyennes et Y.

## Population et société

### Démographie
Les habitants sont appelés les Yssois ou Ypsiloniens.

#### Évolution démographique
L'évolution du nombre d'habitants est connue à travers les recensements de la population effectués dans la commune depuis 1793. Pour les communes de moins de 10 000 habitants, une enquête de recensement portant sur toute la population est réalisée tous les cinq ans, les populations de référence des années intermédiaires étant quant à elles estimées par interpolation ou extrapolation. Pour la commune, le premier recensement exhaustif entrant dans le cadre du nouveau dispositif a été réalisé en 2007.

En 2022, la commune comptait 88 habitants, en évolution de −5,38 % par rapport à 2016 (Somme : −1,26 %, France hors Mayotte : +2,11 %).
| 1793 | 1800 | 1806 | 1821 | 1831 | 1836 | 1841 | 1846 | 1851 |
| ---- | ---- | ---- | ---- | ---- | ---- | ---- | ---- | ---- |
| 160  | 156  | 148  | 161  | 179  | 202  | 208  | 218  | 205  |

| 1856 | 1861 | 1866 | 1872 | 1876 | 1881 | 1886 | 1891 | 1896 |
| ---- | ---- | ---- | ---- | ---- | ---- | ---- | ---- | ---- |
| 209  | 234  | 226  | 196  | 183  | 194  | 192  | 189  | 186  |

| 1901 | 1906 | 1911 | 1921 | 1926 | 1931 | 1936 | 1946 | 1954 |
| ---- | ---- | ---- | ---- | ---- | ---- | ---- | ---- | ---- |
| 210  | 199  | 148  | 106  | 116  | 114  | 121  | 125  | 143  |

| 1962 | 1968 | 1975 | 1982 | 1990 | 1999 | 2006 | 2007 | 2012 |
| ---- | ---- | ---- | ---- | ---- | ---- | ---- | ---- | ---- |
| 123  | 116  | 86   | 90   | 82   | 89   | 81   | 80   | 93   |

| 2017 | 2022 | - | - | - | - | - | - | - |
| ---- | ---- | - | - | - | - | - | - | - |
| 92   | 88   | - | - | - | - | - | - | - |

## Économie
En 2020, cinq millions d'euros sont investis par des agriculteurs dans une unité de méthanisation qui produira du biogaz à partir de 2 500 m3 de matières organiques.
À 800 mètres des premières habitations du village, l'installation doit produire 1,5 million de mètres cubes de gaz par an et du digestat (engrais organique) destiné à nourrir les terres des deux exploitants agricoles à l'origine du projet. Chaque jour, 30 tonnes de matières essentiellement organiques nourrissent l'installation.

## Culture locale et patrimoine

### Lieux et monuments

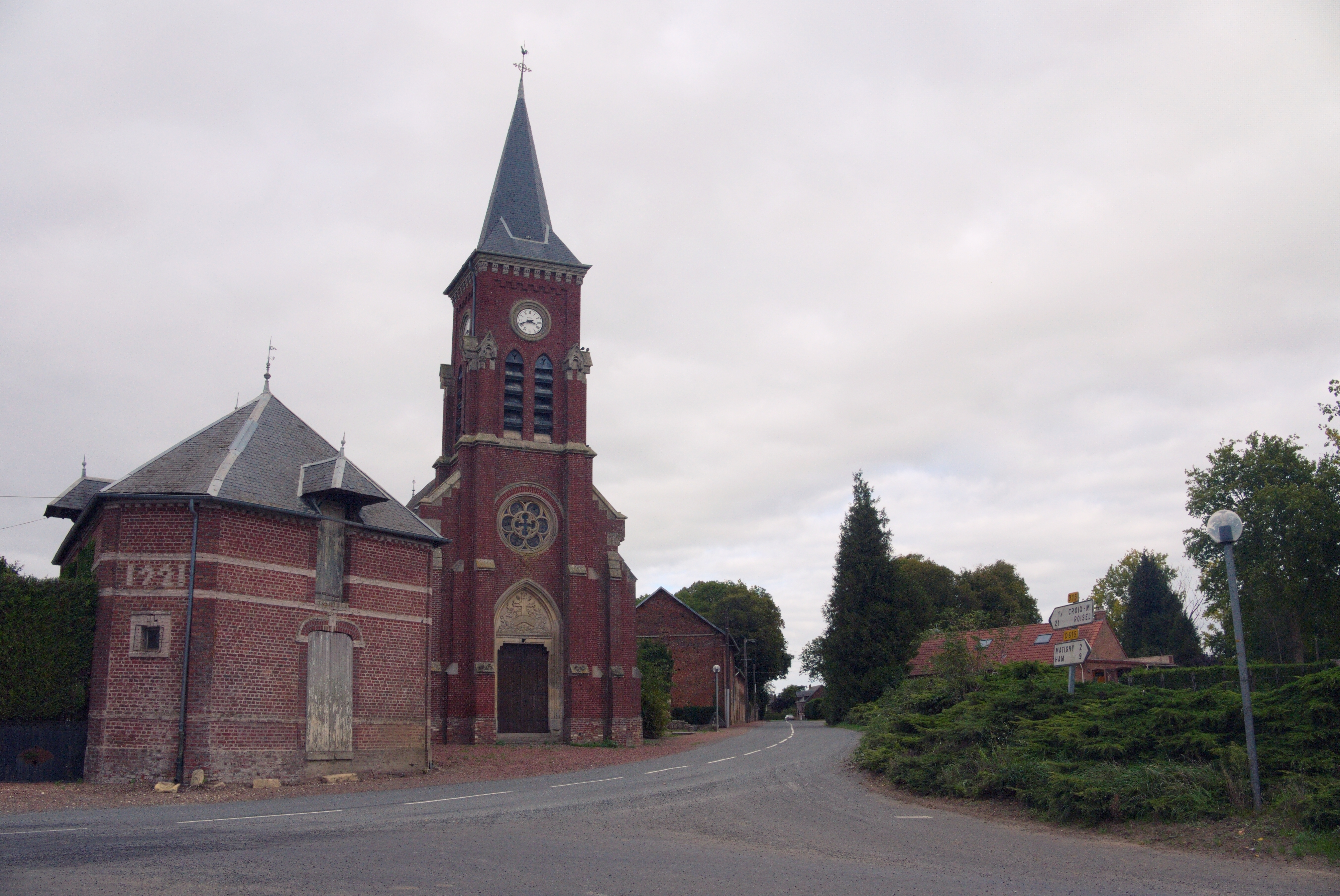
Église Saint-Médard.

- Église Saint-Médard[32], reconstruite en 1921, après les destructions dues à la Première Guerre mondiale

### Héraldique
| Blason de Y | Blason  | D'azur à trois chevrons d'or.                    |
| Blason de Y | Détails | Le statut officiel du blason reste à déterminer. |

## Pour approfondir